# Боргстрём, Хильда
Хильда Боргстрём (швед. Hilda Borgström, 13 октября 1871 — 2 января 1953) — шведская актриса театра и кино.

## Биография
Хильда Боргстрём родилась в 1871 г. в Стокгольме. В 1880—1887 гг. она училась в балетной школе Королевской оперы в Стокгольме, а в 1887—1888 гг. продолжила обучение в школе при консерватории.
В 1888—1889 гг. она работала в различных театральных труппах, а в 1891—1893 гг. — у режиссёра Августа Линдберга в Гётеборге. В 1893 г. она уехала в Гельсингфорс и до 1894 года работала там в Шведском театре. В 1894—1900 гг. она была актрисой у «короля театра» Альберта Ранфта. Дальнейшая её театральная деятельность была связана с Королевским драматическим театром (1900—1912 и 1919—1938 гг.), она также работала в Dramatens elevskola. В период 1916—1912 гг. она возглавляла театр Blancheteatern. Хильда Боргстрём окончательно покинула театр из-за развившегося страха сцены.
Кроме театральных ролей, Хильда играла и в кино. Свою первую кинороль она сыграла в 1912 г. в немом фильме Ett hemligt giftermål eller Bekännelsen på dödsbädden («Тайный брак, или Исповедь на смертном одре»), и всего она снялась в около 80 фильмах, в которых обычно исполняла второстепенные роли, например, Ловису в Музыка в темноте Ингмара Бергмана (1948 г.), Шарлотту Анкер в Kungliga patrasket («Королевский сброд», 1945 г.) и др.
В 1906 году она была награждена престижной медалью Литературы и искусств.
В 1941 году Хильда снялась в короткометражном фильме Tomten — en vintersaga, который каждый год перед Рождеством традиционно показывают по шведскому телевидению.
Хильда Боргстрём замужем никогда не была, воспитывала дочь. Умерла она в Стокгольме 2 января 1953 года.